# Billy Crystal

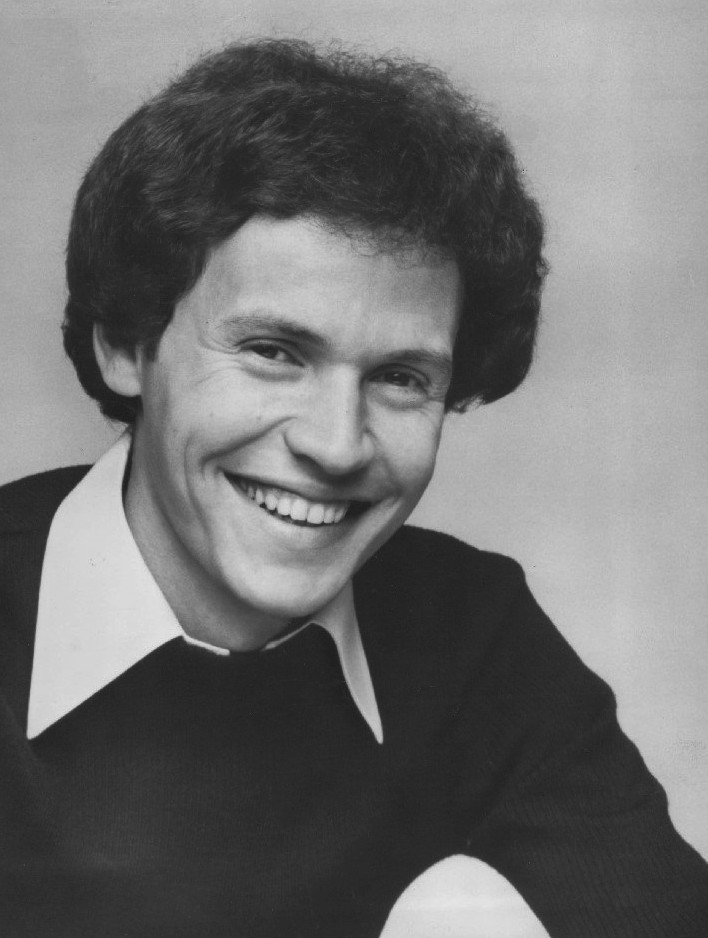
Billy Crystal som Jodie Dallas i TV-serien Lödder, 1977.

William Edward "Billy" Crystal, född 14 mars 1948 i New York i New York, är en amerikansk skådespelare, komiker, författare, musikproducent, filmregissör och programledare. Crystal blev känd under 1970-talet för rollen som Jodie Dallas i ABC sitcomserien Lödder och filmstjärna i Hollywood under det sena 1980-talet och 1990-talet, med roller i framgångsrika filmer som När Harry mötte Sally (1989), City Slickers – Jakten på det försvunna leendet (1991) och Analysera mera (1999). Han har även gjort rösten till Mike Wazowski i Monsters, Inc.-filmserien. Billy Crystal har varit värd för Oscarsgalan vid nio tillfällen, första gången 1990 och senast 2012.

## Biografi

### Uppväxt
Billy Crystal föddes på Manhattan, men växte upp i Bronx och Long Beach.

### Karriär
Den roll som först gjorde Crystal känd för den breda publiken var den som Jodie Dallas i komediserien Lödder, som sändes på 1970-talet. Det var tänkt att han skulle medverkat i det första avsnittet av Saturday Night Live den 11 oktober 1975, men producenten Lorne Michaels ändrade sig. 1984 blev han dock en av de fasta skådespelarna i showen.
Crystal är en av dem som varit värd för Oscarsgalan flest gånger: 1990, 1991, 1992, 1993, 1997, 1998, 2000, 2004 och 2012.
Crystal har varit en återkommande gäst i både The Oprah Winfrey Show och The Late Show with David Letterman.

## Filmografi (i urval)
- 1977–1981 – Lödder (TV-serie) (74 avsnitt)
- 1978 – Rabbit Test
- 1980 – Animalympics (röst)
- 1984–1985 – Saturday Night Live (TV-serie) (17 avsnitt)
- 1984 – Spinal Tap
- 1986 – Skjut inte på min kompis
- 1986–1988 – Sesam (TV-serie) (två avsnitt)
- 1987 – Bleka dödens minut
- 1987 – Släng morsan av tåget
- 1988 – Memories of Me
- 1989 – När Harry träffade Sally
- 1991 – City Slickers – Jakten på det försvunna leendet
- 1992 – Mr. Saturday Night
- 1994 – City Slickers II – Jakten på Curlys guld
- 1995 – Glöm Paris
- 1996 – Hamlet
- 1997 – Två pappor för mycket
- 1997 – Harry bit för bit
- 1998 – Min jätte
- 1999 – Analysera mera
- 1999 – American Movie (ej krediterad)
- 2000 – Rocky och Bullwinkle på äventyr
- 2001 – America's Sweethearts
- 2001 – Monsters, Inc. (röst)
- 2002 – Du går mig på nerverna... - analysera ännu mera!
- 2004 – Det levande slottet (engelsk dubbning)
- 2006 – Bilar (röst)
- 2010 – Tooth Fairy (ej krediterad)
- 2010 – I'm Still Here
- 2012 – Small Apartments
- 2012 – Parental Guidance
- 2013 – Monsters University (röst)
- 2015 – The Comedians (TV-serie) (13 avsnitt)
- 2016 – The Comedian
- 2021 – Monster på jobbet (TV-serie) (röst)